# Delegati dall'Arizona al Congresso degli Stati Uniti d'America

Mappa dei territori dei 7 distretti dell'Arizona attivi dal 2023

Sin dall'ammissione all'Unione come stato, avvenuta nel 1912, l'Arizona è rappresentata al Congresso degli Stati Uniti da una delegazione al Senato e alla Camera dei rappresentanti. Ogni stato elegge due senatori con mandati di sei anni, a prescindere dalla popolazione dello stato; quelli dell'Arizona appartengono alle classi 1 e 3. Elegge inoltre ogni due anni un numero di rappresentanti alla Camera in numero proporzionale alla popolazione; attualmente lo stato è rappresentato alla Camera da 9 delegati, eletti con il sistema first-past-the-post in distretti uninominali. Nel corso della sua esistenza come stato, l'Arizona ha visto la rappresentanza alla Camera variare da un minimo di 1 ad un massimo di 9 deputati; l'attuale numero delegati rappresenta il massimo ed è in vigore dal 2013, per effetto del censimento del 2010 e confermato fino all'ultimo censimento del 2020.

## Camera dei rappresentanti

### Delegati attuali
La delegazione alla camera dei rappresentanti ha un totale di 9 membri, attualmente sei repubblicani e due democratici; un seggio è vacante.
| Distretto | Rappresentante   | Partito      | CPVI (2025) | Inizio mandato | Mappa del distretto |
| --------- | ---------------- | ------------ | ----------- | -------------- | ------------------- |
| 1°        | David Schweikert | Repubblicano | R+1         | 3 gennaio 2011 |                     |
| 2°        | Eli Crane        | Repubblicano | R+7         | 3 gennaio 2023 |                     |
| 3°        | Yassamin Ansari  | Democratico  | D+22        | 3 gennaio 2025 |                     |
| 4°        | Greg Stanton     | Democratico  | D+4         | 3 gennaio 2019 |                     |
| 5°        | Andy Biggs       | Repubblicano | R+10        | 3 gennaio 2017 |                     |
| 6°        | Juan Ciscomani   | Repubblicano | EVEN        | 3 gennaio 2023 |                     |
| 7°        | Vacante          | Vacante      | D+13        | 13 marzo 2025  |                     |
| 8°        | Abraham Hamadeh  | Repubblicano | R+8         | 3 gennaio 2025 |                     |
| 9°        | Paul Gosar       | Repubblicano | R+15        | 3 gennaio 2011 |                     |

## Senato degli Stati Uniti d'America
| Senatore             | Congresso       | Senatore             |
| Classe 1             | Congresso       | Classe 3             |
| -------------------- | --------------- | -------------------- |
| Henry F. Ashurst (D) | 62 (1912-1913)  | Marcus A. Smith (D)  |
| Henry F. Ashurst (D) | 63 (1913-1915)  | Marcus A. Smith (D)  |
| Henry F. Ashurst (D) | 64 (1915-1917)  | Marcus A. Smith (D)  |
| Henry F. Ashurst (D) | 65 (1917-1919)  | Marcus A. Smith (D)  |
| Henry F. Ashurst (D) | 66 (1919-1921)  | Marcus A. Smith (D)  |
| Henry F. Ashurst (D) | 67 (1921-1923)  | Ralph H. Cameron (R) |
| Henry F. Ashurst (D) | 68 (1923-1925)  | Ralph H. Cameron (R) |
| Henry F. Ashurst (D) | 69 (1925-1927)  | Ralph H. Cameron (R) |
| Henry F. Ashurst (D) | 70 (1927-1929)  | Carl Hayden (D)      |
| Henry F. Ashurst (D) | 71 (1929-1931)  | Carl Hayden (D)      |
| Henry F. Ashurst (D) | 72 (1931-1933)  | Carl Hayden (D)      |
| Henry F. Ashurst (D) | 73 (1933-1935)  | Carl Hayden (D)      |
| Henry F. Ashurst (D) | 74 (1935-1937)  | Carl Hayden (D)      |
| Henry F. Ashurst (D) | 75 (1937-1939)  | Carl Hayden (D)      |
| Henry F. Ashurst (D) | 76 (1939-1941)  | Carl Hayden (D)      |
| Ernest McFarland (D) | 77 (1941-1943)  | Carl Hayden (D)      |
| Ernest McFarland (D) | 78 (1943-1945)  | Carl Hayden (D)      |
| Ernest McFarland (D) | 79 (1945-1947)  | Carl Hayden (D)      |
| Ernest McFarland (D) | 80 (1947-1949)  | Carl Hayden (D)      |
| Ernest McFarland (D) | 81 (1949-1951)  | Carl Hayden (D)      |
| Ernest McFarland (D) | 82 (1951-1953)  | Carl Hayden (D)      |
| Barry Goldwater (R)  | 83 (1953-1955)  | Carl Hayden (D)      |
| Barry Goldwater (R)  | 84 (1955-1957)  | Carl Hayden (D)      |
| Barry Goldwater (R)  | 85 (1957-1959)  | Carl Hayden (D)      |
| Barry Goldwater (R)  | 86 (1969-1961)  | Carl Hayden (D)      |
| Barry Goldwater (R)  | 87 (1961-1963)  | Carl Hayden (D)      |
| Barry Goldwater (R)  | 88 (1963-1965)  | Carl Hayden (D)      |
| Paul Fannin (R)      | 89 (1965-1967)  | Carl Hayden (D)      |
| Paul Fannin (R)      | 90 (1967-1969)  | Carl Hayden (D)      |
| Paul Fannin (R)      | 91 (1969-1971)  | Barry Goldwater (R)  |
| Paul Fannin (R)      | 92 (1971-1973)  | Barry Goldwater (R)  |
| Paul Fannin (R)      | 93 (1973-1975)  | Barry Goldwater (R)  |
| Paul Fannin (R)      | 94 (1975-1977)  | Barry Goldwater (R)  |
| Dennis DeConcini (D) | 95 (1977-1979)  | Barry Goldwater (R)  |
| Dennis DeConcini (D) | 96 (1979-1981)  | Barry Goldwater (R)  |
| Dennis DeConcini (D) | 97 (1981-1983)  | Barry Goldwater (R)  |
| Dennis DeConcini (D) | 98 (1983-1985)  | Barry Goldwater (R)  |
| Dennis DeConcini (D) | 99 (1985-1987)  | Barry Goldwater (R)  |
| Dennis DeConcini (D) | 100 (1987-1989) | John McCain (R)      |
| Dennis DeConcini (D) | 101 (1989-1991) | John McCain (R)      |
| Dennis DeConcini (D) | 102 (1991-1993) | John McCain (R)      |
| Dennis DeConcini (D) | 103 (1993-1995) | John McCain (R)      |
| Jon Kyl (R)          | 104 (1995-1997) | John McCain (R)      |
| Jon Kyl (R)          | 105 (1997-1999) | John McCain (R)      |
| Jon Kyl (R)          | 106 (1999-2001) | John McCain (R)      |
| Jon Kyl (R)          | 107 (2001-2003) | John McCain (R)      |
| Jon Kyl (R)          | 108 (2007-2005) | John McCain (R)      |
| Jon Kyl (R)          | 109 (2005-2007) | John McCain (R)      |
| Jon Kyl (R)          | 110 (2007-2009) | John McCain (R)      |
| Jon Kyl (R)          | 111 (2009-2011) | John McCain (R)      |
| Jon Kyl (R)          | 112 (2011-2013) | John McCain (R)      |
| Jeff Flake (R)       | 113 (2013-2015) | John McCain (R)      |
| Jeff Flake (R)       | 114 (2015-2017) | John McCain (R)      |
| Jeff Flake (R)       | 115 (2017-2019) | John McCain (R)      |
| Jeff Flake (R)       | Jon Kyl (R)     |                      |
| Kyrsten Sinema (D)   | 116 (2019-2021) | Martha McSally (R)   |
| Kyrsten Sinema (D)   | 117 (2021-2023) | Mark Kelly (D)       |
| Kyrsten Sinema (I)   | 118 (2023-2025) | Mark Kelly (D)       |
| Ruben Gallego (D)    | 119 (2025-2027) | Mark Kelly (D)       |